# كركن

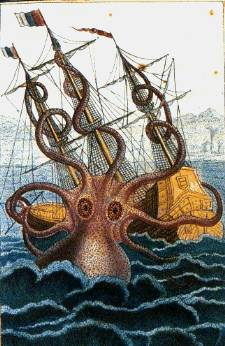
لوحة بيير دوني دو مونفور حول مخلوق حكى البحارة أنه هاجمهم قرب سواحل أنغولا.

الكَرْكَن أو الكراكن (بالإنجليزية: Kraken)‏ هو وحش بحري  التراث الشعبي النرويجي يقال أنه يسكن سواحل النرويج، وفي عام 1752 وصفه الأسقف النرويجي بونتوبيدان بأن له ظهراً بطول كيلومتر ونصف وجسد يظهر فوق البحر كجزيرة وأذرعه طويلة كفاية لتلتف على أكبر سفينة، ويقال بأنه كان يجعل المياه داكنة بإخراجاته مما يقترح بأن الأسطورة مستوحاة من كائنات كالحبار العملاق. قول الأساطير أن في الأغوار العميقة في مكان ما في أعماق البحار مخلوقات عملاقة، والمعروفة باسم كَركن، يغفو بعمق، في انتظار لحظة أن ترتفع فوق المحيطات وإيقاع الرعب والخوف في صفوف الرجال.
الكَركن..هي وحوش أسطورية بدأت في الظهور مع بدايات الرحلات البحرية الطويلة والكبيرة و ظهرت هذه الأسطورة بالتحديد في بلاد النرويج وآيسلندا
أسطورة كَركن (Kraken) تقول الأساطير أن في الأغوار العميقة في مكان ما في أعماق البحار مخلوقات عملاقة، والمعروفة باسم كَركن، يغفو بعمق، في انتظار لحظة أن ترتفع فوق المحيطات وإيقاع الرعب والخوف في صفوف الرجال.
و الكَركن هو أخطبوط عملاق يعيش في المياه ويرهب النرويجيين منذ القرن الثاني عشر، يحكى أن لديه عينان كبيرتان ومخالبه تمكنه من التقاط أكبر بحار من السفينة. يقال انه
يثبت على سطح البحر على شكل جزيرة صغيرة وعندما يكون هنالك سفن وملاحة وعند اقتراب السفن يظهر مخالبه ويأكل كل البحارة من عن السفينة وشبهه البحارون على أنه في الحقيقة أخطبوط أو كلامار -حبار- كبير
و قيل أن طوله كان يصل إلى 20 متر وفي بعض الأحيان ما بين 13 و 15 متر أي ما بين 40 و 50 قدم و قد قال بعض النرويجيين القدماء في قرون الوسطى أن في يوم من الأيام عثروا على هذا الوحش حيث يصل طول أذرعه إلى 30 مترا وكان يزن أكثر من 10 أطنان وتم إعطاؤه هذا الاسم من بعض العلماء النرويجيين هو الكَركن وشرحها هو الوحوش البحرية الكبيرة هذا وقد وعدا الحجم والمظهر المخيف للوحوش جعلتها المشتركة التي تعيش في المحيطات والوحوش في الأعمال الأدبية الخيالية المختلفة، والحقيقة أن هذه الأساطير مبالغ فيها كثيرًا فيمكن أن يكون الكَركن نوع من أنواع الحبار العملاق الذي قد يصل طوله ل 20 متر وهو أمر يعد وجوده طبيعيا في أعماق المحيطات.